# Argiope ponape
Argiope ponape là một loài nhện trong họ Araneidae.
Loài này thuộc chi Argiope. Argiope ponape được Herbert Walter Levi miêu tả năm 1983.